# Presidentvalet i USA 1856
Presidentvalet i USA 1856 var det 18:e presidentvalet i USA:s historia. Sittande president demokratiske Franklin Pierce hade gjort sig impopulär genom att stödja slavägarnas intressen i en konflikt i territoriet Kansas. Därför kom Demokratiska partiet att istället nominera James Buchanan. Huvudmotståndaren blev John C. Frémont från det nybildade Republikanska partiet. En annan framträdande kandidat var tidigare president Millard Fillmore som kandiderade för The Nativist American Party med visst stöd från Whigpartiet. Buchanan vann valet med 174 elektorsröster mot 114 för Frémont och 8 för Fillmore. 
Valet kom främst att handla om man skulle tillåta slaveri i nybildade stater i västra delen av landet. Republikanerna som motsatte sig en utvidgning av slaveriet dominerade politiken i norra delen av landet medan demokraterna dominerade i de södra delstaterna. The Nativist American Party, som var kända som Knownothingrörelsen för sin hemlighetsfullhet, ignorerade slaverifrågan. Istället koncentrerade man sig på att begränsa invandringen och Katolska kyrkans inflytande.